# Георг Хилмар
Георг Хилмар (  1876 — ? ) је немачки гимнастичар и учесник на првим Олимпијским играма 1896. у Атини.
Хилмар је освојио две златне медаље као члан немачког тима који је освојио обе екипне дисциплине, на разбоју и вратилу. У појединачним дисцилинама није имао значајнијег успеха иако је учествовао у 4 дисцилине: разбој, вратило, прескок и коњ са хватаљкама.